# 7363 Esquibel
7363 Esquibel este un asteroid din centura principală de asteroizi.

## Descriere
7363 Esquibel este un asteroid din centura principală de asteroizi. A fost descoperit pe 18 martie 1996 la Haleakala în cadrul programului NEAT. Asteroidul prezintă o orbită caracterizată de o semiaxă mare de 2,76 ua, o excentricitate de 0,12 și o înclinație de 8,9° în raport cu ecliptica.